# Vlag van Jubaland

Huidige vlag van Jubaland

De vlag van Jubaland bestaat uit drie horizontale banen in de kleuren groen, blauw en wit. Aan de mastzijde loopt de blauwe baan over in een driehoek. Hierin is een witte vijfpuntige ster opgenomen. Het dundoek is in 2013 ontworpen tezamen met enkele andere vlagontwerpen en toen officieel aangenomen.
Jubaland heeft in zijn moderne geschiedenis een breed scala aan vlaggen gehad, variërend van de vlag uit de tijd van de Britse Oost-Afrikaanse provincie Jubaland tot de vlag uit de overgangsperiode Oltre Giuba van Jubaland en de huidige vlag van de federale staat Jubaland.

## Brits Oost-Afrika
In de periode dat Jubaland een provincie van Brits Oost-Afrika was, had het land een variant van de Britse blauwe vaandel.
|  |

## Overgangsfase
Jubaland zat in totaal 715 dagen in de overgangsfase van Trans-Juba, oftewel één jaar, elf maanden en vijftien dagen, van 15 juli 1924 tot 30 juni 1926:
|  |

Daarna werd de Italiaanse koloniale vlag met de emblematische kroon gebruikt:
|  |

## Britse en VN-administratieve periode
Van 1941 tot 1949 was de Britse administratieve periode nadat de Britten plaatsen hadden bezet die door de Italianen in de Tweede Wereldoorlog waren vrijgemaakt:
|  |

Vervolgens werd het Stettiniusblauw van de vlag van de Verenigde Naties, die voor het eerst in New York werd opgesteld en die later als de nationale vlag van Somalië zou worden omarmd, zowel door Jubaland als door Somalië overgenomen tijdens de periode van het Trustschap van de Verenigde Naties.
|  |

## Eigentijds assortiment
Tijdens de ontwikkelingsfase van Jubaland werden verschillende vlaggen voorgesteld, evenals de vlag die werd gebruikt tijdens het bestaan van de zelfuitgeroepen Republiek Azania, die leek op de Russische vlag. De huidige vlag van Jubaland werd aangenomen tijdens een conferentie op 28 februari 2013 in Kismayo.
In 2023 vielen conservatieven en rechtse media een vlagontwerp voor Minnesota aan met een samenzweringstheorie dat het een Somalische "verovering" van Minnesota zou voorstellen vanwege overeenkomsten met de huidige vlag van Jubaland.
|  |  |  |  |